# Corethrella calathicola
Corethrella calathicola är en tvåvingeart som beskrevs av Edwards 1930. Corethrella calathicola ingår i släktet Corethrella och familjen Corethrellidae. Inga underarter finns listade i Catalogue of Life.